# Slalomvärldsmästerskapen i kanotsport 1999
Slalomvärldsmästerskapen i kanotsport 1999 anordnades i La Seu d'Urgell, Spanien.

## Medaljsummering

### Medaljtabell
| Pl.   | Nation         | Guld | Silver | Brons | Totalt |
| ----- | -------------- | ---- | ------ | ----- | ------ |
| 1     | Tjeckien       | 3    | 0      | 1     | 4      |
| 2     | Tyskland       | 2    | 1      | 0     | 3      |
| 3     | Polen          | 1    | 2      | 0     | 3      |
| 4     | Frankrike      | 1    | 0      | 3     | 4      |
| 5     | Kanada         | 1    | 0      | 0     | 1      |
| 6     | USA            | 0    | 2      | 0     | 2      |
| 7     | Slovakien      | 0    | 1      | 1     | 1      |
| 8     | Australien     | 0    | 1      | 0     | 1      |
| 8     | Slovenien      | 0    | 1      | 0     | 1      |
| 10    | Storbritannien | 0    | 0      | 2     | 2      |
| 11    | Schweiz        | 0    | 0      | 1     | 1      |
| Total | Total          | 8    | 8      | 8     | 24     |

### Herrar
| Gren    | Guld | Poäng  | Silver                                                                                                  | Poäng  | Brons | Poäng  |
| C-1     | Emmanuel Brugvin (FRA)                                                                                  | 205,84 | Robin Bell (AUS)                                                                                        | 206,45 | Michal Martikán (SVK)                                                                                     | 207,00 |
| C-1 lag | Polen Krzysztof Bieryt Sławomir Mordarski Mariusz Wieczorek                                             | 121,70 | Tyskland Stefan Pfannmöller Nico Bettge Martin Lang                                                     | 121,87 | Frankrike Patrice Estanguet Emmanuel Brugvin Tony Estanguet                                               | 125,32 |
| C-2     | Tjeckien Marek Jiras Tomáš Máder                                                                        | 224,46 | Polen Krzysztof Kołomański Michał Staniszewski                                                          | 225,30 | Frankrike Eric Biau Bertrand Daille                                                                       | 228,44 |
| C-2 lag | Tjeckien Marek Jiras & Tomáš Máder Jaroslav Volf & Ondřej Štěpánek Jaroslav Pospíšil & Jaroslav Pollert | 127,40 | Slovakien Roman Štrba & Roman Vajs Milan Kubáň & Marián Olejník Pavol Hochschorner & Peter Hochschorner | 131,86 | Frankrike Frank Adisson & Wilfrid Forgues Eric Biau & Bertrand Daille Philippe Quemerais & Yann Le Pennec | 135,34 |
| K-1     | David Ford (CAN)                                                                                        | 198,53 | Scott Shipley (USA)                                                                                     | 198,99 | Paul Ratcliffe (GBR)                                                                                      | 199,13 |
| K-1 lag | Tyskland Thomas Becker Ralf Schaberg Jakobus Stenglein                                                  | 114,52 | Slovenien Andraž Vehovar Fedja Marušič Miha Štricelj                                                    | 116,12 | Tjeckien Tomáš Kobes Jiří Prskavec Vojtěch Bareš                                                          | 116,29 |

### Damer
| Gren    | Guld                                         | Poäng  | Silver                                               | Poäng  | Brons                                                   | Poäng  |
| K-1     | Štěpánka Hilgertová (CZE)                    | 226,30 | Beata Grzesik (POL)                                  | 228,62 | Sandra Friedli (SUI)                                    | 229,58 |
| K-1 lag | Tyskland Susanne Hirt Evi Huss Mandy Planert | 139,18 | USA Mary Marshall Seaver Rebecca Bennett Sarah Leith | 142,34 | Storbritannien Heather Corrie Rachel Crosbee Amy Casson | 143,41 |